# Gian Carlo Minardi
Gian Carlo Minardi (Faenza, 18 settembre 1947) è un imprenditore italiano, fondatore del team Minardi di Formula 1.

## Biografia

### Gli inizi nell'automobilismo
La famiglia di Minardi era già attiva nel mondo dell'automobilismo, essendo il padre Giovanni gestore della più antica concessionaria FIAT, aperta nel 1927.
Dopo alcune esperienze come pilota, nel 1972 Minardi fondò la Scuderia del Passatore, attiva in F.Italia e in Formula 3; nel 1974, in seguito ad un accordo di sponsorizzazione con il produttore di accessori per automobili Everest, la scuderia cambiò il nome in Scuderia Everest, passando a competere nel campionato europeo di Formula 2.

### Minardi Team
Nel 1980 l'apporto della Everest venne a mancare e Minardi decise di acquisire il controllo del team, che prese il nome di Minardi Team. Dopo altre stagioni in Formula 2, nel 1985 il team faentino compì il salto in Formula 1, debuttando nel Gran Premio del Brasile con una vettura motorizzata Cosworth e affidata al giovane Pierluigi Martini. A quella corsa, il team Minardi partecipò con uno staff di appena 10 elementi tra meccanici, pilota e soci della squadra: della macchina si occupava un solo ingegnere, Giacomo Caliri. Proprio Martini conquistò il primo punto della scuderia nel 1988. Nelle tre stagioni successive la Minardi ottenne i suoi migliori risultati, con una prima fila conquistata sempre da Martini al Gran Premio degli Stati Uniti 1990 ed un settimo posto nel campionato costruttori nel 1991, quando la Ferrari fornì i propri V12 alla scuderia faentina.

Minardi (seduto sulla ruota anteriore), patron dell'eponima scuderia di Formula 1, posa con la sua squadra nel 1985.

Tuttavia, la Minardi cominciò ad avere difficoltà economiche, che costrinsero Gian Carlo a unire il suo team con la Scuderia Italia nel 1994 e, due anni più tardi, a cedere gran parte delle quote della scuderia ad un gruppo di investitori, tra i quali Flavio Briatore e Gabriele Rumi, già proprietario della Fondmetal. Nel 1997 Rumi assunse il controllo della maggioranza, vendendola poi all'imprenditore australiano Paul Stoddart nel 2001; con la cessione della Minardi da parte di quest'ultimo al termine della stagione 2005 alla Red Bull e la creazione della Scuderia Toro Rosso Gian Carlo Minardi uscì dalla Formula 1.

### L'amicizia con Ayrton Senna
Gian Carlo Minardi conobbe Ayrton Senna all'inizio degli anni ottanta, quando il campione brasiliano gareggiava in Formula Ford. Notato da Paolo Barilla, allora pilota del team faentino, fu segnalato allo stesso Minardi, il quale gli offrì circa 50 milioni di lire per correre insieme a lui.
In una recente intervista video rilasciata in occasione del compleanno di Ayrton, Minardi ha dichiarato: "Ayrton mi ringraziò, perché fui il primo a fargli una proposta di questo genere, ma aveva altri piani: voleva diventare campione del mondo entro il 1988, cosa che si è poi verificata".
Minardi e Senna si sentivano e si vedevano molto spesso. Ayrton andava a trovare Gian Carlo durante le gare inglesi in Formula 2, e il papà Milton passava molto tempo nel motor room della Minardi. Il campione brasiliano amava poi molto la cucina romagnola. Il 1993 fu un anno difficile con Ron Dennis. Minardi ha dichiarato che in quel periodo Ayrton lo chiamava spesso al telefono e di aver consigliato egli stesso a Senna la famosa formula a gettoni con la McLaren, ossia concordare un pagamento gara per gara. Anni dopo la morte di Senna fu il padre Milton a rivelare a un periodico italiano quello che Ayrton promise a Minardi "Batto il record di Fangio o vinco cinque titoli mondiali, poi vengo a correre un anno da te per far diventare grande la Minardi". Da quel momento in poi Giancarlo Minardi si sentì libero di raccontare l'episodio, perché fino a quel momento rivelarlo al mondo sarebbe stato come tradire un amico.
Questo non avvenne mai in seguito al fatale incidente di Imola nel 1994.

### Dopo la Formula 1

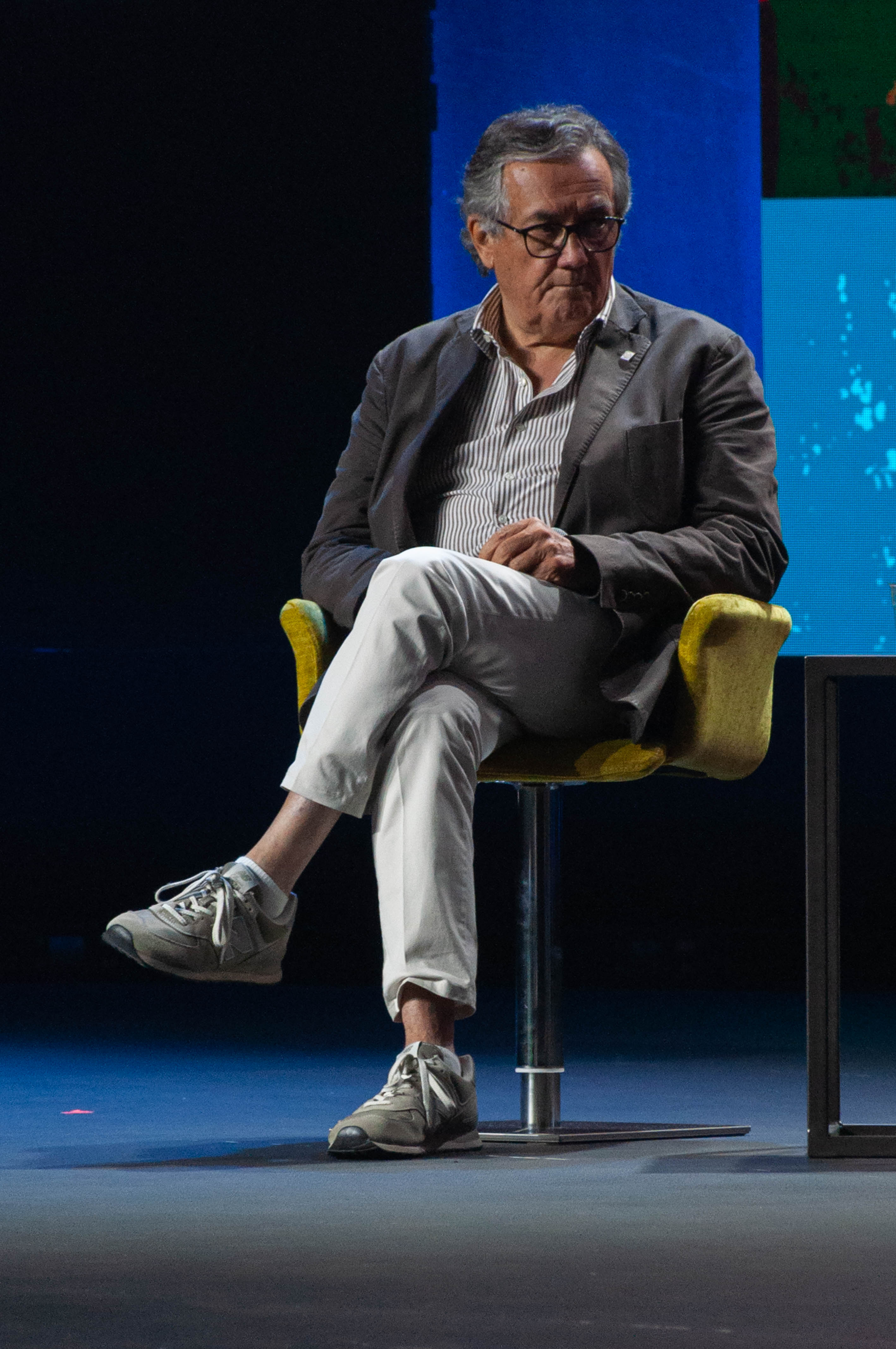
Gian Carlo Minardi al Meeting di Rimini del 2022

Successivamente Minardi ha continuato a occuparsi di automobilismo in diversi ambiti. Il 10 aprile 2008 è stato insignito della laurea Honoris Causa in Prodotti Materiali e Processi per la Chimica Industriale presso l'Università degli Studi di Bologna. Nel marzo 2010 si candida a sindaco di Faenza, come candidato indipendente del centro-destra, perdendo nonostante le 1424 preferenze personali. Entra comunque in consiglio comunale con il ruolo di capogruppo della Lega Nord Romagna-Indipendenti, chiudendo la sua esperienza pubblica nell'aprile 2015. Nel luglio 2010 l'azienda di famiglia, già concessionaria FIAT, fallisce. È opinionista televisivo per conto di varie emittenti televisive. Nell'ambito dell'automobilismo sportivo è consulente della ACI Sport e supervisore della Scuola Federale ACI Sport.
Il 21 dicembre 2020 è nominato Presidente del Consiglio d'Amministrazione di "Formula Imola", la società che gestisce l'Autodromo Internazionale "Enzo e Dino Ferrari" di Imola.